# Кубок Шнейдера

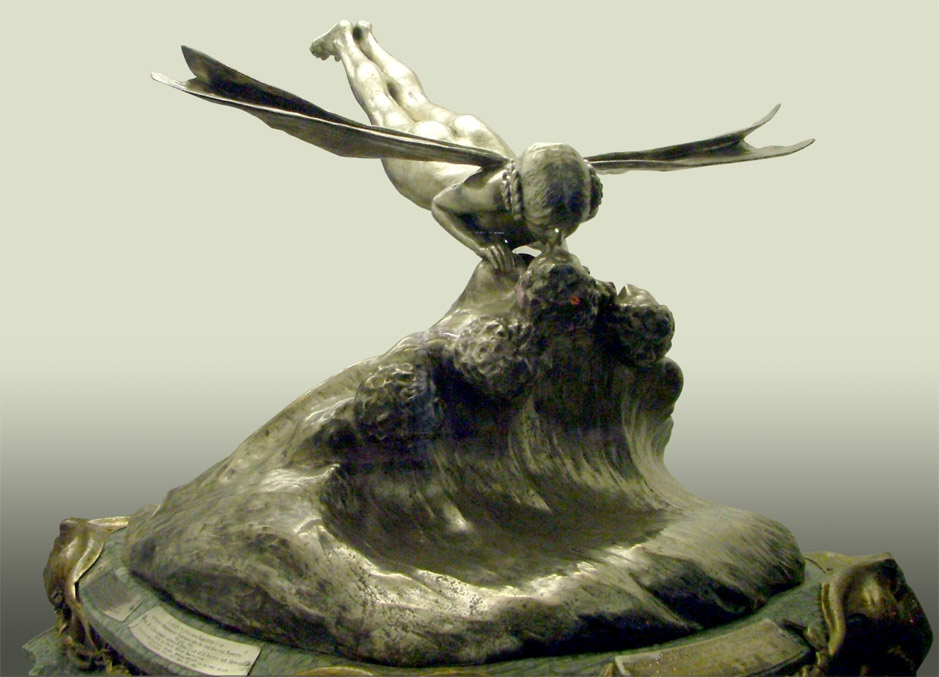
Кубок Шнейдера, учреждённый в 1911 году, в экспозиции Лондонского музея науки

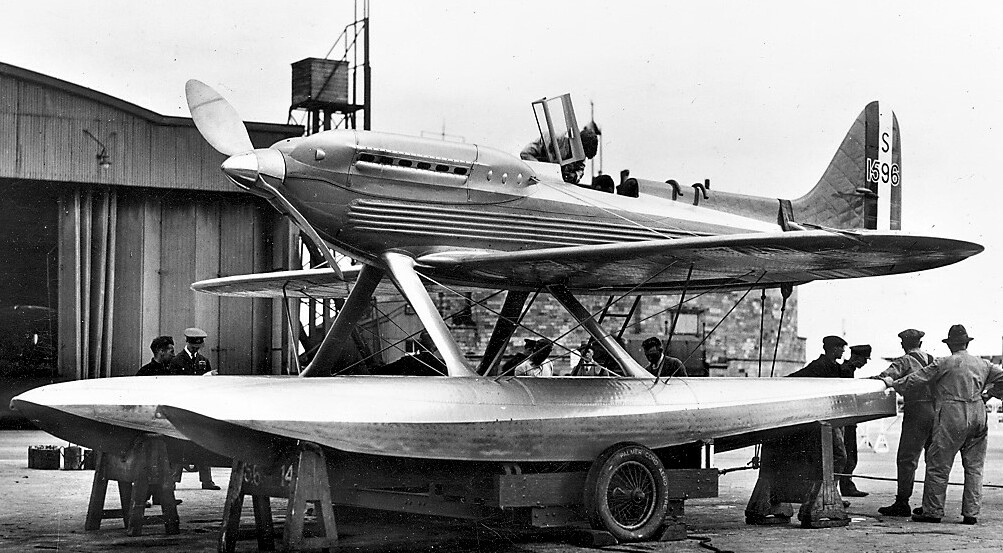
Supermarine S.6B — победитель последней гонки

Кубок Шнейдера (фр. Coupe d'Aviation Maritime Jacques Schneider — кубок морской авиации Жака Шнейдера), именуемый также Приз Шнейдера (фр. La trophée Schneider — трофей Шнейдера) — переходящий приз, учреждённый в 1911 году сыном известного французского военного промышленника и авиатором-любителем Жаком Шнейдером для победителей международных состязаний гидросамолётов на скорость полёта, который отдавал предпочтение гидропланам перед обычными самолётами, так как считал, что им принадлежит будущее. Состязания проводились в 1913—1914 и 1920—1931 годах.
Соревнования за Кубок Шнейдера вызывали большой интерес публики, способствовали популяризации авиации, оказали значительное влияние на развитие скоростных самолётов, направление конструкторской мысли и прогресс авиационной технологии.

## Регламент соревнований
В каждом сезоне проводилась только одна гонка, состоявшая из одного круга по треугольному маршруту длиной 280 км (позднее — 350 км). Национальная команда (аэроклуб) могла выдвигать до трёх экипажей. В 1921 технический регламент был дополнен требованием: гидросамолёт должен продержаться на воде в течение минимум шести часов после посадки. В 1927 было объявлено, что соревнования будут проводиться не ежегодно, а раз в два года; две последние гонки состоялись в 1929 и 1931.
Первоначальный призовой фонд составлял всего около тысячи фунтов стерлингов; национальной команде (аэроклубу), выигравшей три гонки в течение пяти сезонов, причиталось особое вознаграждение (75000 франков).

## История гонок
Жак Шнейдер, ожидавший, что за гидросамолётами — будущее, был разочарован «отсталостью» гидросамолётов начала 1910-х годов, и предложил идею гонок в расчёте на то, что они подстегнут технический прогресс в морской авиации. В середине 1920-х годов гидросамолёты, построенные Реджинальдом Митчеллом (Supermarine) и Гленном Кёртиссом для гонок за кубок, соревновались за рекорд скорости наравне с колёсными гоночными самолётами.
Supermarine S6B, победитель последнего Кубка 1931 года, обладал абсолютным рекордом скорости, 655,8 км/ч, с 1931 по 1933. Гоночный Macchi M.C.72 из-за технических проблем не участвовал в Кубке 1931 года, но в 1933 и 1934 установил два абсолютных рекорда скорости; второй из них, 709 км/ч, продержался до 1939, уступив первенство Heinkel He 100, достигшему 746 км/ч. Рекорд Macchi, вероятно, навсегда останется высшим достижением гидросамолёта с поршневым мотором и воздушным винтом.
| Год  | Место проведения            | Победитель                         | Страна         | Пилот                | Скорость, км/ч | Примечания                           |
| 1913 | Монако                      | Deperdussin Monococque, 160 л. с.  | Франция        | Морис Прево          | 73             |                                      |
| 1914 | Монако                      | Sopwith Tabloid, 100 л. с.         | Великобритания | Ховард Пикстон       | 139            |                                      |
| 1919 | Борнмут, Великобритания     | —                                  | —              | —                    | —              | Победитель дисквалифицирован         |
| 1920 | Венеция, Италия             | Savoia S.12, 550 л. с.             | Италия         | Luigi Bologna        | 70             | В гонке участвовали только итальянцы |
| 1921 | Венеция, Италия             | Macchi M.7bis, 250 л. с.           | Италия         | Джованни ди Бриганти | 189            | В гонке участвовали только итальянцы |
| 1922 | Неаполь, Италия             | Supermarine Sea Lion II, 450 л. с. | Великобритания | Генри Баярд          | 234            |                                      |
| 1923 | Остров Уайт, Великобритания | Curtiss CR-3, 465 л. с.            | США            | Дэвид Риттенхаус     | 85             |                                      |
| 1925 | Балтимор, США               | Curtiss F3C-2, 610 л. с.           | США            | Джимми Дулитл        | 374            |                                      |
| 1926 | Хэмптон Роудс, США          | Macchi M.39, 800 л. с.             | Италия         | Марио Бернарди       | 396            |                                      |
| 1927 | Венеция, Италия             | Supermarine S.5, 875 л. с.         | Великобритания | Сидни Уэбстер        | 453            |                                      |
| 1929 | Кэлшот Спит, Великобритания | Supermarine S.6, 1900 л. с.        | Великобритания | Генри Уэгхорн        | 528            |                                      |
| 1931 | Кэлшот Спит, Великобритания | Supermarine S.6B, 2350 л. с.       | Великобритания | Джон Бутман          | 547            |                                      |